# Schuffel

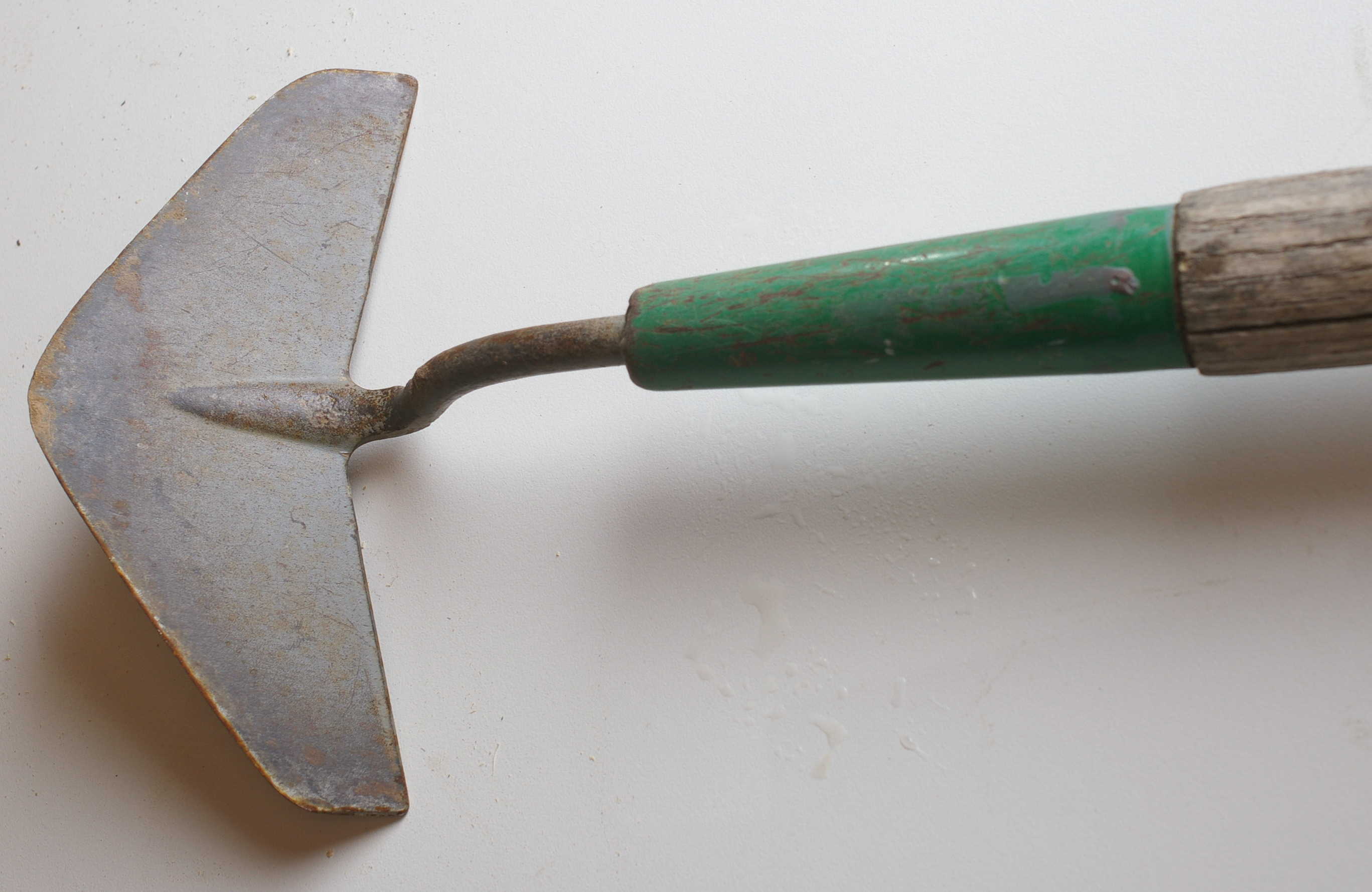
Schuffel zum Unkrautjäten

Die Schuffel ist ein Gartenwerkzeug  zum Unkrautjäten in Beeten und auf Wegen. In Norddeutschland ist auch der Begriff Stieger gebräuchlich. Viele Werkzeughersteller und Händler verwenden außerdem eigene Handelsbezeichnungen und Wortschöpfungen für Werkzeuge dieses Funktionsprinzips. Da sowohl unterschiedliche Blattformen, Größen, als auch Befestigungsarten am Stiel existieren, gibt es eine große Produktvielfalt. Gemeinsames Merkmal dieser Werkzeuge ist, dass es sich um Sonderformen der Hacke handelt, welche nicht mit den typischen hackenden Bewegungen gebraucht werden, sondern durch leichten Druck während des horizontalen Hin- und Herbewegens auf dem Boden.

## Vorteile
Durch das ziehende und schiebende Hacken wird die oberste Bodenschicht gelockert, was aufgrund Unterbrechung der Kapillaren im Boden die Verdunstung der Bodenfeuchtigkeit stark reduziert und den Garezustand des Bodens erhält. Weiter werden Unkräuter unterhalb des Vegetationspunktes von den Wurzeln abgeschnitten oder ihr Stand im Boden unterhalb der Wurzeln so gelockert, dass sie entweder verdorren oder leicht aufgesammelt oder -geharkt werden können.
Durch die Art der Führung des Werkzeuges entfällt das Anheben des Werkzeuges für das Hacken, so kann bei geeigneter Bodenbeschaffenheit kraftsparend und mit einem hohen Arbeitstempo gearbeitet werden.
Es werden nur geringe Mengen an Erde bewegt, da lediglich durch die Erdschicht geschnitten wird. Somit wird die Kraft für Erdbewegungen eingespart und die Erde bleibt in ihrer ursprünglichen Verteilung erhalten.

## Konstruktive Merkmale und Variationen
Das dünne Hackenblatt und der Stiel bilden einen Winkel von etwa 150 Grad. Der flache Winkel wird benötigt, damit ein großer Anteil der auf den Stiel angewendeten Kraft in die Horizontalbewegungen umgesetzt werden kann. Durch die flache Stielhaltung werden lange Stiele benötigt. Der Stiel hat eine optimale Länge, wenn er bei im Gerätewinkel aufgestellter Hacke bis zur Brust des Bedieners reicht.
Eine vorteilhafte Blattgröße ergibt sich aus der Abwägung mehrerer Faktoren. Für das Jäten in  Reihenkulturen ist die Blattgröße durch den Reihenabstand begrenzt. Während eine große Blattgröße eine hohe Flächenleistung begünstigt, erhöht sich gleichzeitig der Kraftaufwand, die Handhabung unter beengten Verhältnissen wird eingeschränkt. Die verwendeten Blattformen variieren ebenfalls stark. Die Blattform und die Blattbefestigung richten sich danach, ob einerseits eine einfache Handhabung unter beengten Verhältnissen erzielt werden soll (freie Führung des Arbeitsgerätes, Abtrennen von Unkraut in beliebigen Richtungen) oder andererseits das genaue Gegenteil, eine Führung des Blattes nur in die beiden Hauptrichtungen, wie es bei der Arbeit in langen Pflanzenreihen günstig ist.  Das Blatt der Schuffel kann, wie im Bild dargestellt, winklig, aber auch gerade ausgeführt sein. Rautenförmige, runde, halbrunde, sichelförmige oder andere Formen, z. B. mit gezahnter Schneide, sind ebenfalls verbreitet.  Eine Befestigung direkt am Stiel ist ebenso gebräuchlich, wie an einem Bügel, der die Tülle für den Stiel aufweist.

## Grenzen der Verwendung und alternative Werkzeuge
Wurzelunkräuter wie Löwenzahn und Ampfer, die aus im Boden verbleibenden Wurzelresten neue Pflanzen bilden, können mit der Schuffel lediglich geschwächt, aber nicht dauerhaft entfernt werden, da lediglich die oberen Pflanzenteile abgeschnitten werden.
Während sich leichte und sandige Böden sowie Kies mit der Schuffel effizient jäten lassen, ist die Handhabung der Schuffel unter der Oberfläche und insbesondere das Eintauchen in den Erdboden mit der Zunahme der Schwere und der Feuchtigkeit des Bodens zunehmend mühsamer. Hackbewegungen, die das Eindringen erleichtern würden, sind nur schwierig ausführbar. Hier macht sich der fehlende Anstellwinkel des Hackenblattes bemerkbar. Da die Blattstellung der Schuffel sowohl für eine Zugbewegung als auch für eine Stoßbewegung identisch ist, kann ein Anstellen des Blattes auf einen günstigeren Winkel während der Bewegung nur durch entsprechendes Anheben und Absenken des Stieles erfolgen, woraus sich ergonomisch ungünstige Körperhaltungen ergeben können. Eine Zughacke oder eine Stoßhacke, deren Winkel des Blattes für die jeweilige Bewegungsrichtung optimiert ist, kann bei erschwerten Bodenverhältnissen also effizienter eingesetzt werden.
Eine Pendelhacke arbeitet nach dem gleichen Prinzip, die Klinge ist aber an einem beweglichen Gelenk befestigt, so dass die Klinge für die Vorwärtsbewegung (Stoßen) der Hacke als auch für die Rückwärtsbewegung (Ziehen) jeweils unterschiedliche Anstellwinkel annimmt. Dies erleichtert das Eindringen in den Boden, da weniger Druck auf den Stiel nach unten erforderlich ist. Die Notwendigkeit des Anhebes und Absenken des Stiels wird reduziert. Die Pendelbewegung bietet somit einige ergonomische Vorteile, diese Hacke ist aber durch die beweglichen Teile aufwändiger in der Herstellung. Die Pendelhacke ist besonders in der Schweiz weit verbreitet.
Beim Jäten zwischen Reihenkulturen unter Folie oder direkt an Pflanzen können alternativ Drahthacken verwendet werden, da die Gefahr von Beschädigungen der Folie oder der Pflanzen gemindert wird.
Bügelhacken verwendet statt eines starren Blattes flexible Metallstreifen als Klinge, die mit besonders geringem Widerstand durch geeignete Böden schneiden. Bei starker Abnutzung der Klinge muss lediglich der Metallstreifen ersetzt werden. Aus Stahl-Umreifungsband, einem Material, welches bei der Befestigung von Gütern auf Paletten Verwendung findet, und als Abfall anfällt, lassen sich im Eigenbau effiziente Bügelhacken herstellen.
Aber auch bei Pendelhacke, Drahthacke und Bügelhacke müssen die Bodenverhältnisse eine Verwendung zulassen.

## Weitere Bedeutung
Die Schuffel ist auch im landwirtschaftlichen Hackfruchtanbau ein wichtiges Handwerkzeug, wenn keine Herbizide zur Unkrautbekämpfung eingesetzt werden sollen, da mit ihr auch zwischen den Pflanzen einer Reihe gearbeitet werden kann.
Die Schuffel ist im englischen Sprachraum weit verbreitet.